# Nunatak Minaret
Nunatak Minaret är en nunatak i Antarktis. Den ligger i Östantarktis. Australien gör anspråk på området. Toppen på Nunatak Minaret är 1 594 meter över havet.
Terrängen runt Nunatak Minaret är huvudsakligen platt, men norrut är den kuperad. Trakten är obefolkad. Det finns inga samhällen i närheten.